# 德川賴宣
德川賴宣（日语：／ Tokugawa Yorinobu，1602年4月28日—1671年2月19日），父親是江戶幕府第一代征夷大將軍德川家康，母親是側室養珠院（阿萬之方），和水戶德川家第一代德川賴房是同父同母的親兄弟。八代將軍德川吉宗的祖父。乳名長福丸，元服後改名賴將，元和年間曾更名賴信，最後才叫賴宣。御三家之一的紀伊德川家家祖。

## 生涯

### 出生到年少
慶長七年三月初七日（1602年4月28日），出生於伏見城。為初代將軍德川家康十子，母親是側室蔭山殿（阿萬之方、養珠院）。乳名長福丸。
1603年（慶長八年），長福丸的兄長武田信吉（家康五子）去世，沒有留下子嗣。於是才兩歲的長福丸便繼承了信吉在常陸國水戶的二十萬石領地，不過長福丸年紀太小，並不干預藩政。則是和異母的五郎太丸（德川義直）、同母的鶴千代（德川賴房）待在駿府，由家康親自撫養。
1606年（慶長十一年），五歲時，長福丸在二條城與兄長德川義直一起元服，改名為賴將。
1609年（慶長十四年），賴宣轉封駿河、遠江國，領五十萬石的領地，被稱做駿河宰相。而他的水戶舊領地成為同母弟弟賴房的領地。
賴宣是家康最後待在身邊養育的兒子，不過家康的教育不是很嚴厲。據說有一次家康帶著還年幼的賴宣到了一條小河後，對賴宣說「試著跳躍小河」，後來賴宣掉入小河裡，家康神色自若，沒有太緊張，足以見到家康對於賴宣並沒有溺愛。賴宣長大之後，經常感激父親家康公那樣寬鬆的教育。
1611年（慶長十六年），家康和豐臣秀賴在二條城會見。賴宣與兄長義直負責給答謝的禮品。
1614年（慶長十九年），大坂冬之陣的出征時，家康為賴宣進行初次穿鎧甲的儀式。
1615年（元和元年），大坂夏之陣，賴宣向家康提出想擔任先鋒的要求，但是家康沒有批准。賴宣流淚哭泣時，隨侍在一旁的松平正綱安慰賴宣說：「以後還有機會的」，可是賴宣卻生氣的反駁到：「人生難道有兩個十四歲嗎？」。而家康也因為聽到賴宣的話而稱讚賴宣。

### 紀伊家家祖
元和二年四月十七日（1616年6月1日）父親家康公去世，享壽七十四歲。
元和三年（1617年），賴宣公迎娶加藤清正的五女八十姬（瑤林院）為正室。
元和五年（1619年），轉封到安藝廣島淺野長晟的舊領地，紀伊國，領五十五萬石（也包含伊勢國）。之後成為紀州德川家家祖的賴宣，有將近半個世紀的時間都坐在藩主的位子上。賴宣整備城下町的法令、和歌浦東照宮的構築，採用地士制度的「今高制度」。賴宣積極果斷的安排使得紀伊藩的體制確立，且藩也開始營運。寬永三年（1626年）時，任從二位權大納言。
賴宣為了讓家臣團充實，大量僱用浪人。慶安四年（1651年）發生以浪人由比正雪為首暴動的「慶安事件」，而賴宣也自然被懷疑慫恿由比正雪叛亂。也因為這個緣故，幕府將賴宣視為嫌疑犯。結果，賴宣在十年間不曾回到和歌山，一直留在江戶。

### 辭去藩主
寬文六年（1666年）賴宣公的正室八十姬去世，享壽六十六歲，法名瑤林院。隔年，寬文七年（1667年），賴宣公因為長期患病，以六十五歲的年齡，將紀州藩藩主一位讓給長子德川光貞（側室中川氏理真院所生）。

### 逝世
寬文十一年正月初十日（1671年2月19日）賴宣公在和歌山病逝，結束他文治卓著的出色人生，享壽六十九歲。法名南龍院。安葬於紀伊國海士郡濱中村長保院。
而日後歷代藩主也是葬在長保院（吉宗和家茂除外）。　
賴宣較為著名的有中川氏，山田氏。其中的中川氏（理真院）便是二代藩主光貞的母親。法號是南龍院殿二品前亞相永天晃大居士。

## 官職位階履歷
- 慶長八年（1603年）十一月七日，領常陸國水戸二十萬石藩主。
- 慶長九年（1604年）九月，增加五萬石。
- 慶長十一年（1606年）九月十一日，元服，改名為賴將。任從四位下常陸介。
- 慶長十四年（1609年）十二月十二日，轉封駿河、遠江兩國，領五十萬石。居城為駿河國駿府城。
- 慶長十六年（1611年）三月二十日，任從三位參議左近衛權中將，年月日不詳，參議辭任。
- 元和三年（1617年）七月十九日，任權中納言。七月二十一日，權中納言辭任。
- 元和五年（1619年）七月十九日，領紀伊國和歌山藩五十五萬石。
- 寬文三年（1626年）八月十九日，任從二位權大納言。
- 寬文六年（1666年）五月二十二日，隱居。
- 大正四年（1915年）十一月十日，贈正二位。

## 家族
- 父：德川家康
- 母：阿萬之方（養珠院、蔭山殿）

### 兄弟姊妹
- 兄：松平信康
- 姐：龜姬
- 姐：督姬
- 兄：結城秀康
- 兄：德川秀忠
- 兄：松平忠吉
- 姐：振姬
- 兄：武田信吉
- 兄：松平忠輝
- 兄：德川松千代（早夭）
- 兄：德川仙千代（早夭）
- 姐：德川松姬（早夭）
- 兄：德川義直
- 弟：德川賴房
- 妹：德川市姬（早夭）

### 妻妾
- 正室：八十姬（加藤氏）
- 側室：中川氏
- 側室：山田氏
- 側室：越智氏

### 子女
三子四女
- 長子：光貞（1626年—1705年）二代藩主
- 長女：因幡姬（1631年—1708年）鳥取藩主池田光仲室，又名茶茶姬，法名芳心院
- 次女：松姬（1631年—1678年）鷹司松平信平室，法名松壽院法榮日經大姐
- 二子：修理（1633年—1636年）早夭
- 三子：賴純（1641年—1711年）西條藩主

## 登場作品
小說
- 魔界轉生（大阪新聞、山田風太郎著）

電影
- 魔界轉生（2003年、監督：平山秀幸、演：杉本哲太）

影視劇
- 春之坂道（日语：春の坂道）（1971年、NHK大河劇、演：古関八州夫）
- 殺死江戶：梓右近的秘密書（日语：江戸を斬る 梓右近隠密帳）（1973年、TBS、演：江原真二郎）
- 徳川三國志（日语：徳川三国志 (テレビドラマ)）（1975年、朝日 電視台、演：芦田伸介）
- 服部半蔵 影之軍團（日语：服部半蔵 影の軍団）（1980年、東映、演：成田三樹夫）
- 德川家康（1983年、NHK大河劇、演：藤原義武→高橋修宏（日语：高橋修宏））
- 春日局（1989年、NHK大河劇、演：本田太郎）
- 寛永風雲録（日语：寛永風雲録）（1991年、日本電視台新春時代劇、演：中尾彬（日语：中尾彬））
- 葵德川三代（2000年、NHK大河劇、演：平野裕貴→川田浩太（日语：川田浩太）→村上耕平（日语：村上耕平）→本郷弦（日语：本郷弦））
- 天下騷亂〜德川三代的陰謀（日语：天下騒乱〜徳川三代の陰謀）（2006年、TX、演：樋口浩二）
- 功名十字路（2006年、NHK大河劇、演：安達悠起）
- 柳生十兵衛第七場決賽：最終之戰（日语：柳生十兵衛七番勝負 最後の闘い）（2007年、NHK特選!時代劇（日语：特選!時代）、演：椿直（日语：椿直）→西村雅彦）